# X (Nicky Jam e J Balvin)
X (pronunciato Equis) è un singolo del cantante statunitense Nicky Jam e del cantante colombiano J Balvin, pubblicato il 2 marzo 2018.
Il 29 giugno dello stesso anno è uscito il remix ufficiale che vede la collaborazione dei cantanti Maluma e Ozuna.

## Video musicale
Il video musicale è stato pubblicato il 1º marzo 2018 sul canale YouTube di Nicky Jam e conta oltre 2 miliardi di visualizzazioni.

## Classifiche

### Classifiche settimanali
| Classifica (2018)     | Posizione massima |
| --------------------- | ----------------- |
| Argentina             | 17                |
| Austria               | 33                |
| Belgio (Fiandre)      | 19                |
| Belgio (Vallonia)     | 12                |
| Canada                | 39                |
| Colombia              | 1                 |
| Croazia               | 63                |
| Francia               | 5                 |
| Germania              | 13                |
| Grecia                | 8                 |
| Irlanda               | 67                |
| Italia                | 1                 |
| Lussemburgo           | 2                 |
| Messico               | 1                 |
| Norvegia              | 24                |
| Paesi Bassi           | 5                 |
| Polonia               | 30                |
| Portogallo            | 1                 |
| Regno Unito           | 74                |
| Repubblica Ceca       | 80                |
| Repubblica Dominicana | 3                 |
| Romania               | 2                 |
| Slovacchia            | 34                |
| Spagna                | 1                 |
| Stati Uniti           | 41                |
| Svezia                | 30                |
| Svizzera              | 3                 |
| Ungheria              | 32                |

### Classifiche di fine anno
| Classifica (2018) | Posizione |
| ----------------- | --------- |
| Austria           | 72        |
| Belgio (Fiandre)  | 83        |
| Belgio (Vallonia) | 53        |
| Brasile           | 70        |
| Canada            | 95        |
| Francia           | 10        |
| Germania          | 44        |
| Italia            | 8         |
| Messico           | 1         |
| Paesi Bassi       | 24        |
| Romania           | 11        |
| Spagna            | 10        |
| Stati Uniti       | 90        |
| Svizzera          | 11        |
| Classifica (2019) | Posizione |
| Portogallo        | 174       |